# Gömbhalmaz

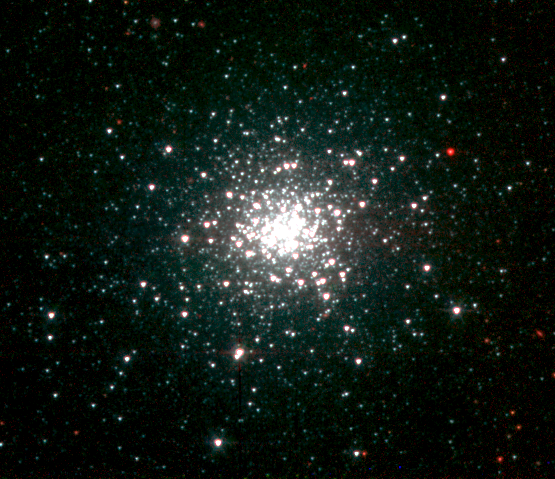
A Messier 3 jelű gömbhalmaz

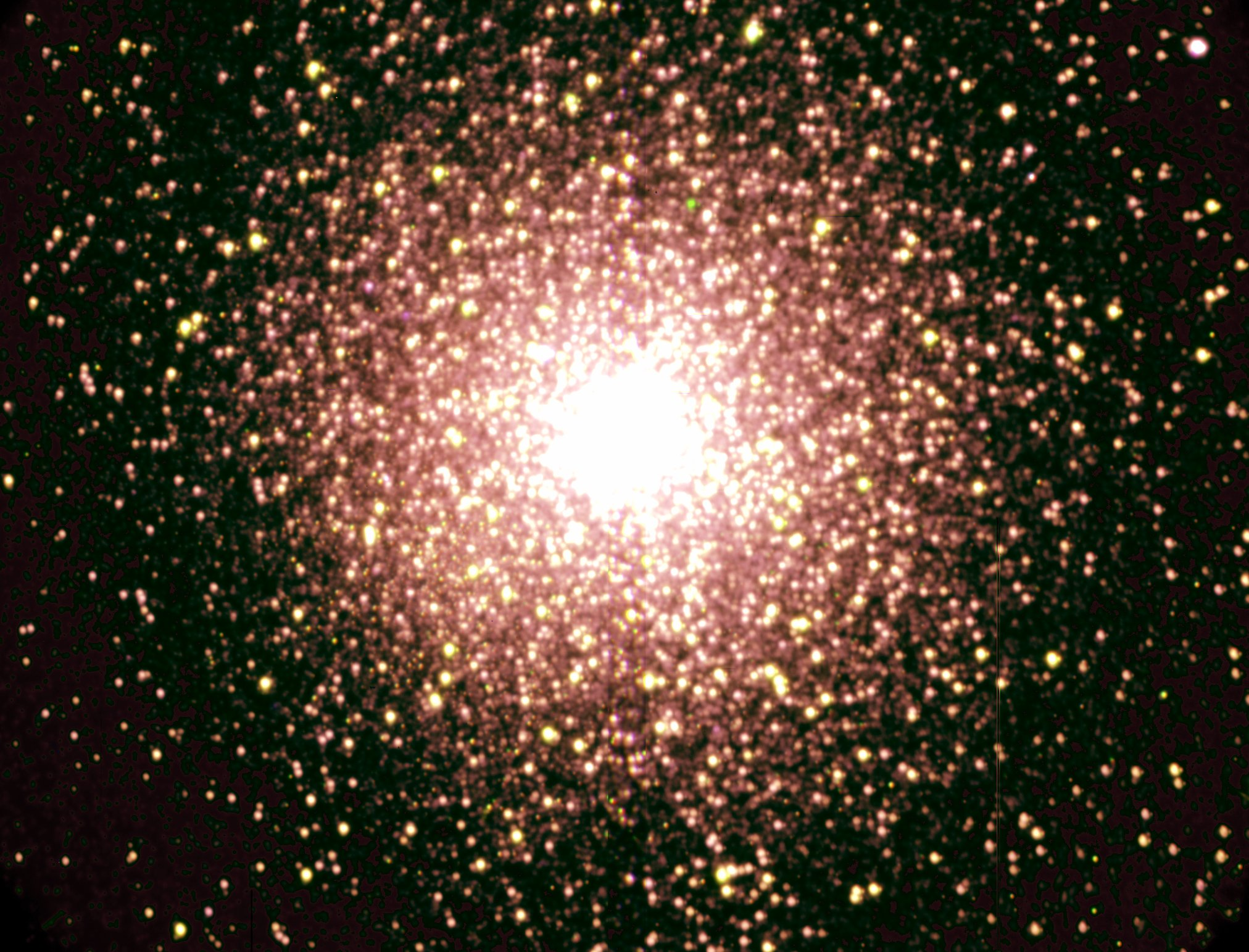
A 47 Tucanae (NGC 104) gömbhalmaz

A gömbhalmaz csillagok gömb alakú csoportja, amely 10 000-től 50 millióig terjedő számú tagot tartalmazhat, meglehetősen kicsi, mintegy 50 parszek átmérőjű területen. A csillagok a központ felé olyan erősen összesűrűsödnek, hogy nagy távcsövekkel sem lehet őket szétválasztani, ebből a nagy sűrűségből eredő gravitáció az, ami összetartja gömbhalmazokat. A gömbhalmazok abban különböznek a nyílthalmazoktól, hogy bennük sokkal nagyobb az átlagos csillagsűrűség. A gömbhalmazokban az egy köbparszekre jutó csillagok száma tízszerese a nyílthalmazok csillagsűrűségének.
Legismertebb képviselőjük a Herkules csillagképben található Messier 13. A Tejútrendszer mintegy 150 ismert gömbhalmazt tartalmaz, amelyek néhány kivételtől eltekintve kizárólag idős, ún. II. populációs, 10 milliárd évesnél idősebb csillagokból állnak, közöttük nagy számban vannak különféle változócsillagok; elsősorban RR Lyrae típusúak, valamint hosszú periódusú cefeidák (W Virginis típusú változócsillagok) és RV Tauri típusúak is. A legfényesebb gömbhalmaz az ω Centauri, amely csak a déli égboltról figyelhető meg, szabad szemmel is látható objektum.
Számos galaxisban (főleg a nagy tömegű, elliptikus galaxisokban) két gömbhalmaztípus különböztethető meg; magas- illetve alacsony fémtartalmú csillagokból állók. (A csillagászatban a héliumnál nehezebb elemeket – mint a lítium és a szén – nevezik fémeknek). A Tejútrendszerben a fémszegény gömbhalmazok a galaxist körülvevő haloban, míg a fémben gazdagok a Tejútrendszer magjában találhatók meg.
A látványosabb gömbhalmazok listája megtalálható a Messier-katalógusban.
A gömbhalmazok keletkezésére több elmélet létezik. Általában feltételezik, hogy közepükön 103-104 naptömegű fekete lyuk van. Ütköző galaxisok nyomán is keletkeznek gömbhalmazok, ez megfigyelhető.
Galaxisunkban a gömbhalmazok nagyjából egyenletesen oszlanak el a galaktikus halóban, egy nagyobb gömb mentén a galaxis középpontja körül.  1917-ben Harlow Shapley csillagász becslést tudott adni a Nap távolságára a Galaxis középpontjától a gömbhalmazok eloszlása alapján. Ezt megelőzően a Nap helyzetének meghatározására nem találtak használható módszert.